# Vympel R-73
Le Vympel R-73 (code OTAN AA-11 Archer), est le plus moderne des missiles air-air à courte portée conçus en Union soviétique. Il est considéré comme l'un des plus efficaces au monde pour le combat rapproché à portée visuelle.

## Développement

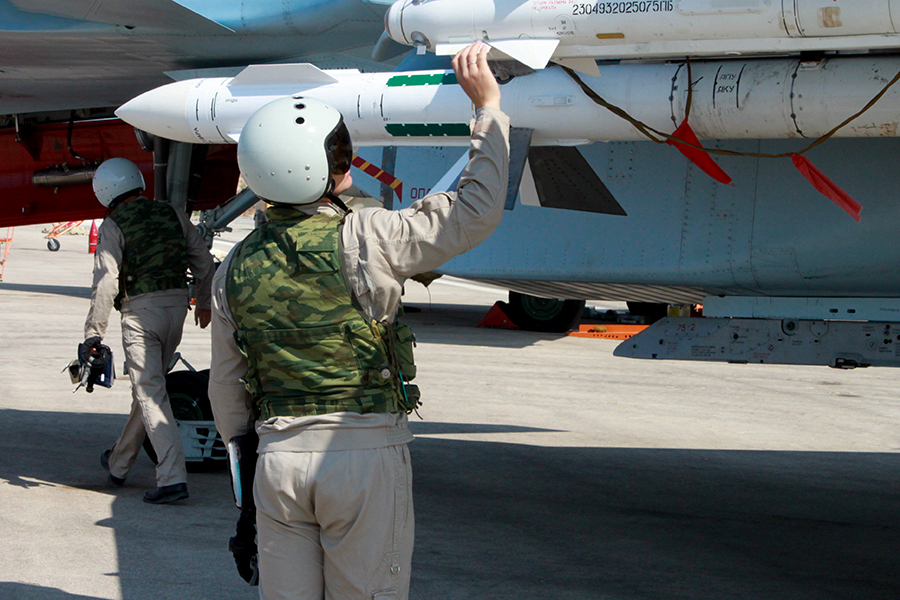
Un pilote inspecte un R-73 (en haut, premier plan), monté à côté d'un R-27 (bord de l'image) sur un Su-30 de l'armée de l'air russe en Syrie en 2015.

### Genèse
Le développement du R-73 a débuté en 1973 lorsque le bureau d'études Molniya lança un projet de missile à guidage par infrarouge à courte portée et grande manœuvrabilité, capable d'engager un avion quelle que soit son attitude (de face, de dessus, de derrière, etc.). Le missile ressemblait beaucoup au R-60 qu'il devait remplacer, beaucoup plus petit et léger que ce qui se faisait alors. Pendant ce temps, Vympel étudiait le K-14, évolution du K-13 (code OTAN AA-2 Atoll), ressemblant beaucoup à l'AIM-9 Sidewinder américain. Le K-14 était beaucoup plus simple et facile à fabriquer que le R-73. Molniya reprit l'autodirecteur du K-14 pour son missile mais, l'autodirecteur étant plus gros, il fallut revoir tout le projet. La maniabilité de l'ensemble étant décevante, de nouvelles surfaces de contrôle furent ajoutées en 1976.

### Restructuration et lancement
Le R-73 fut sélectionné pour la production en 1977. Bien que plus gros et plus lourd, ses capacités étaient très supérieures à celles du K-14 et les possibilités d'évolution bien plus grandes. Le R-73 était le dernier projet de ce type pour Molniya, qui se concentrait sur la navette spatiale Bourane, le contrat et le personnel compétent furent donc transférés chez Vympel en 1981. Il semble que ce transfert ait fait perdre beaucoup de temps au programme, puisque les essais en vol n'ont débuté qu'en 1986, pour une entrée en service actif en 1989.
De nombreuses modifications, entraînant de nombreuses versions, rendent ensuite la généalogie difficile à déterminer.

### Du R-73 au R-74EM
À partir de 1994, les R-73 commencèrent à être mis au standard R-74EM (originellement R-73M), qui outre une meilleure résistance aux leurres, possède un capteur encore plus mobile avec un débattement de 60° et bénéficie d'une portée augmentée. Cette arme peut aussi bien être embarquée sur des avions modernes comme les dérivés de MiG-29 et de Su-27, des avions d'entraînement avancé comme le MiG-AT, mais aussi sur des avions modernisés comme les MiG-21, MiG-23, Sukhoi Su-24 et Sukhoi Su-25 et des hélicoptères comme les Mil Mi-24, Mil Mi-28, et Kamov Ka-50. Vympel envisage également d'intégrer cette arme sur des appareils non-russes.

### Tir en arrière
À la suite de l'abandon de la dénomination R-73M pour R-74EM, la première fut réutilisée pour une version spéciale, tirée vers l'arrière du lanceur. Perdant le bénéfice de vitesse de l'avion, un accélérateur à poudre a été monté, ce qui rend le missile 30 cm plus long et l'alourdit de 10 kg. Le R-73M fut essayé dans cette configuration sur le Su-35 et sur le Su-32FN, qui possède un radar de queue. Le tir est possible à vitesse subsonique comme supersonique, à basse comme à haute altitude dans un cône de 60°. Cette version pourrait révolutionner le combat aérien, en mettant en danger l'avion chasseur, le temps de réaction étant très court dans ce cas.

## Construction

### Guidage
Le R-73 emploie un guidage infrarouge passif. Son capteur très sensible, refroidi par des techniques cryogéniques, possède aussi un champ de débattement étendu de 45° (60° pour la version  R-74ME lors du tir et 80° pendant le vol) dans toutes les directions par rapport à l'axe de vol du missile. Ce capteur peut être asservi au casque du pilote, permettant une désignation de l'objectif, simplement en regardant celui-ci. Il est également possible de désigner la cible de façon classique au radar ou bien en utilisant l'IRST du Su-27. Il est insensible et résistant aux contre-mesures, ce qui le rend très difficile à leurrer.

### Contrôle
La distance minimale de tir est de 300 m et la portée maximale aérodynamique de près de 30 km (40 km pour la version R-74ME). Son aptitude à manœuvrer, grâce à l'emploi d'une poussée vectorielle, est très importante, et est généralement considérée comme supérieure à celle du AIM-9M. Son apparition provoqua le développement de successeurs à celui-ci comme le AIM-9X et l'ASRAAM. Il fut aussi à l'origine du programme menant au IRIS-T, après l'étude de R-73 par les Allemands.

### Charge militaire
Sa charge militaire, bien que réduite, comme dans tous les missiles à courte portée, semble être cependant extrêmement efficace du fait de l'emploi de tiges en acier, au lieu de billes, pour maximiser les dégâts, lors d'une explosion à proximité.

### Propulsion
Comme précisé précédemment, le moteur participe à la manœuvrabilité de l'arme par l'emploi d'une tuyère à poussée vectorielle. Par ailleurs son carburant très énergétique lui confère une accélération extraordinaire tout en restant très économique, favorisant ainsi la portée.

## Versions
- R-73A : version initiale.
- R-73K : nouveau procédé de déclenchement (fusée de proximité par effet Doppler).
- R-73E : version d'exportation, aux capacités amoindries.
- R-73 : nouveau procédé de déclenchement (fusée de proximité par laser).
- R-73LE : version d'exportation du R-73L. Le Pérou en est le seul utilisateur.
- R-74EM : version très améliorée, dotée d'un angle de tir 60°, d'une portée de 40 km, re-programmable, et encore plus résistant aux contre-mesures.
- R-73M : version d'autodéfense tirée vers l'arrière, plus lourd de 10 kg et plus long de 30 cm.
- R-73RDM2 : version en développement[Quand ?], dotée d'un angle de tir de 60° et d'un débattement de plus de 80° après le tir. Portée de 104 km.
- R-74M
- R-74M2

## Vecteurs

### Russes
- Ka-52
- Mi-24
- Mi-28
- MiG-21
- MiG-23
- MiG-29
- MiG-31
- MiG-35
- Su-24
- Su-25
- Su-27
- Su-30
- Su-33
- Su-34
- Su-35
- Su-57

### Algériens
- MiG-25 : L'armée de l'air algérienne a équipé ses MiG-25 de nouveaux IRST, ou systèmes de détection thermique. Ces équipements, plus modernes, permettent ainsi aux MiG-25 algériens d'être équipés de missiles R-73.

### Français
- Mirage F1 : en 1993, la South African Air Force (SAAF) acheta 18 exemplaires du missile pour évaluation et les intégra au système d'armes du Mirage F1. Après les essais, et en dépit des résultats très positifs qui en découlèrent, l'idée de les utiliser fut abandonnée[1],[2].
- Mirage 2000 : La force aérienne indienne en a équipé ses Mirage 2000 depuis la toute fin des années 2000, avec l'aide d'Israël[3].

### Indiens
- HAL Tejas : Le 25 octobre 2007, le prototype du HAL Tejas PV1 a tiré avec succès son premier missile air-air courte portée R-73E.

### Ukrainiens
- MAGURA_V5 : Le 31 décembre 2024, lors de la Guerre_russo-ukrainienne, un drone naval Magura V5 a tiré deux missiles R-73 et abattu un hélicoptère russe Mi-8, et un autre a été endommagé ou perdu.
- En mai 2025, le renseignement militaire ukrainien [GUR], vidéo à l'appui, indique qu'un SU-30 russe a été abattu à 50 km à l’ouest du port de Novorossiisk à l'aide d'un missile R-73 toujours à partir d'un Magura V5 par une de ses unités, le Groupe 13[4],[5].

## Armes du même type
Allemagne
- IRIS-T

 États-Unis
- AIM-9 Sidewinder

 Israël
- Python V

 France
- Matra Magic II
- MBDA MICA IR

 Royaume-Uni
- AIM-132 ASRAAM

## Au combat
Peu de rapports sur les engagements en combat réel impliquant des R-73 ont été rendus publics. On peut cependant citer la perte de trois MiG-29 érythréens après des tirs de Su-27 éthiopiens. Lors de la Confrontation indo-pakistanaise de 2019, le seul missile air-air tiré par la force aérienne indienne a été un R-73 lancé depuis un MiG-21, si l'Inde déclare avoir abattu un F-16 avec celui-ci, le Pakistan qui a abattu le MiG-21 nie que celui-ci ait atteint une cible.
Le 7 mai 2022, le colonel Ihor Bedzay, chef adjoint de la marine ukrainienne, a été tué lorsque son Mi-14 a été abattu par un Su-35 russe. Il est rapporté qu'après avoir raté ses premiers tirs à l'aide de son canon de 30 mm, le Su-35 a eu recours au lancement d'un R-73, qui a frappé l'appareil,.
Le 31 décembre 2024, lors de la Guerre_russo-ukrainienne, un drone naval Magura V5 a tiré deux missiles R-73 et abattu un hélicoptère russe Mi-8, et un autre a été endommagé ou perdu.
En mai 2025, le renseignement militaire ukrainien [GUR], vidéo à l'appui, indique qu'un SU-30 russe a été abattu à 50 km à l’ouest du port de Novorossiisk à l'aide d'un missile R-73 toujours à partir d'un Magura V5 par une de ses unités, le Groupe 13.

## Face à ses concurrents
À la fin des années 1980, les États-Unis ont pu acquérir une centaine de R-73, les Allemands, récupérant les MiG-29 de l'ex RDA leur fournissant un lanceur. Au cours de simulations de combat aériens, la surprise fut totale. Le MiG-29, équipé d'un viseur de casque, gagna 49 fois en 50 engagements contre des F-16 équipés d'AIM-9M Sidewinder. Des combats contre des F-15C équipés eux aussi d'AIM-9M Sidewinder démontrèrent que l'enveloppe de tir du K-73 était 30 fois plus grande que celle de l'AIM-9M. Au cours de ces combats, le MiG-29 réussi à tirer en premier 33 fois sur 34. Les forces armées occidentales réagirent aussitôt en lançant de nouveaux programmes. L'AIM-9X aux États-Unis, le MICA en France, l'IRIS-T en Allemagne, le Python IV et V en Israël... 
Les derniers essais opposant le R-74ME à la version de développement de l'AIM-9X donnent encore un avantage de 2 contre 1 lors d'un combat avec un F-16 et de 1,5 contre 1 avec un F/A-18E.
Voici quelques chiffres cités par Vympel lors d'une comparaison R-73/AIM-9 (versions inconnues) :
|                                       | R-73 | AIM-9 |
| ------------------------------------- | ---- | ----- |
| Portée d'acquisition (km)             | 7-8  | 5     |
| Champs de vision (°)                  | 2,5  | 1,7   |
| Temps de verrouillage de la cible (s) | 0,3  | 0,3   |
| Angle de tir (°)                      | 45   | 28    |
| Angle de recherche (°)                | 75   | 45    |
| Vitesse de recherche (°/s)            | 60   | 20    |
| Facteur de charge (g)                 | 60   | 40    |